# Кувжденьга
Кувжденьга (Кувженга) — река в России, протекает по территории Кестеньгского сельского поселения Лоухского района Республики Карелии. Впадает в озеро Тумчаозеро (часть Иовского водохранилища).
Длина реки составляет 41 км. Площадь бассейна — 194 км².
Берёт начало в озере Коппелоярви на высоте 263 м на территории Кандалакшского района Мурманской области на урочище Лахентаусвара. Через 1,5 км пересекает границу с Карелией и дальше протекает по её территории. Протекает по лесной, местами болотистой местности. Порожиста. Впадает в озеро Тумчаозеро западнее лесоучастка Тумча. Населённых пунктов на реке нет. Высота устья — 72 м над уровнем моря. Уклон реки — 4,65 м/км.

## Данные водного реестра
По данным государственного водного реестра России относится к Баренцево-Беломорскому бассейновому округу, водохозяйственный участок реки — Ковда от Иовского гидроузла и до устья. Речной бассейн реки — бассейны рек Кольского полуострова и Карелии.
Код объекта в государственном водном реестре — 02020000612102000001180.